# Cervione
Cervione (in corso Cervioni) è un comune francese di 1 689 abitanti situato nel dipartimento dell'Alta Corsica nella regione della Corsica. È il capoluogo del cantone di Campoloro di Moriani.

## Monumenti e luoghi d'interesse

### Architetture religiose
- Cattedrale di Sant'Erasmo, inserita nella lista dei monumenti storici di Francia.

## Società

### Evoluzione demografica
Abitanti censiti